# Mitologia catalana

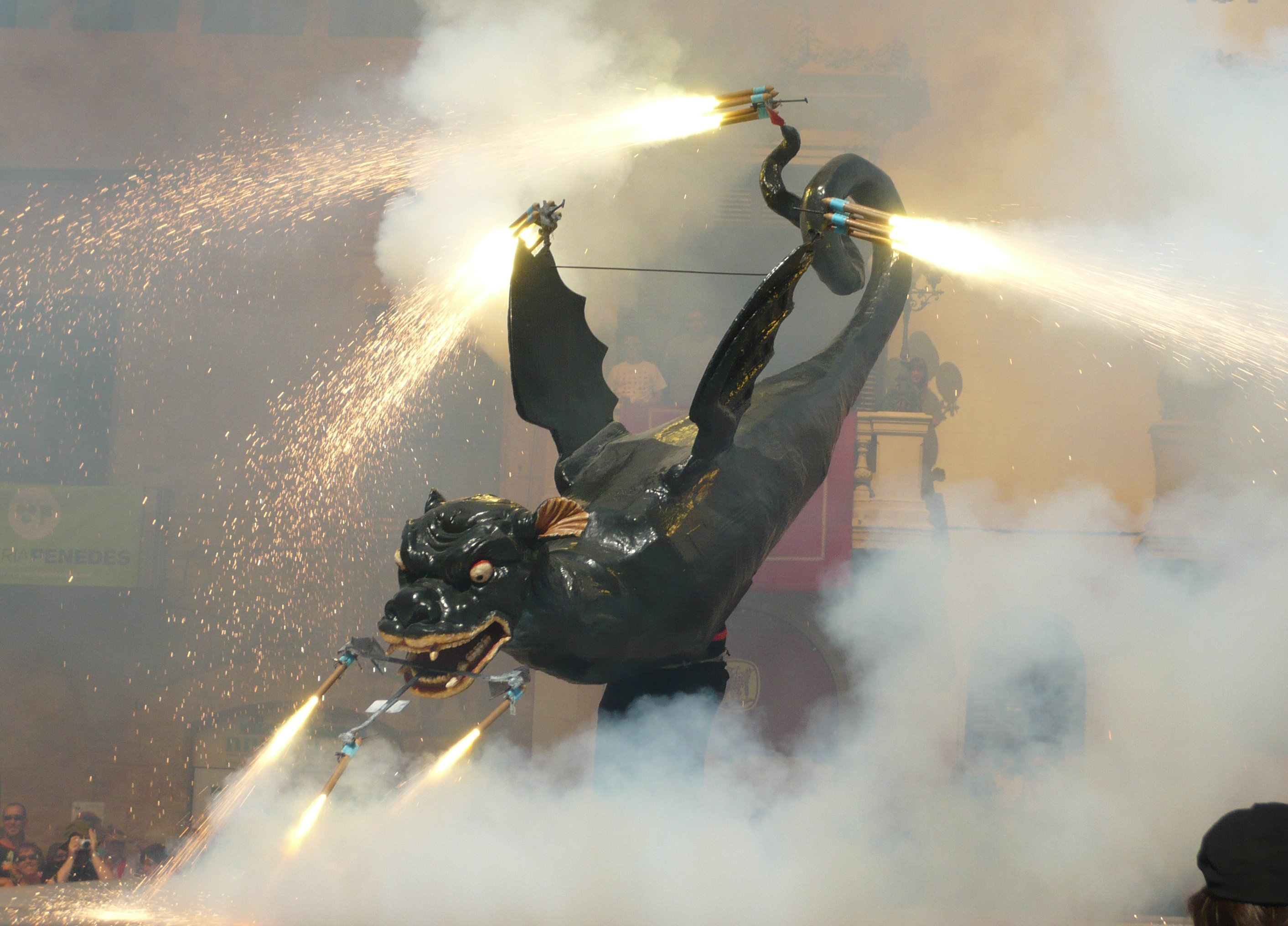
Drac de Vilafranca del Penedès (s. XV)

Mitologia catalana és el llegendari que s'ha explicat durant generacions als Països Catalans. Es tracta d'un conjunt d'històries de transmissió oral centrades en personatges singulars o a explicar l'existència de construccions i particularitats locals. Poden ser la transformació de mites europeus similars o bé tradicions pròpies. Com a representació cultural transcendeix els límits fronterers actuals, i és una manifestació més de la cultura catalana.
Eminentment de transmissió oral, es pot dir que hi ha similituds amb les cultures limítrofes. No obstant això, als Països Catalans s'hi presenten una sèrie de característiques pròpies com els diferents personatges fruit de la diferenciació cultural.

## Orígens

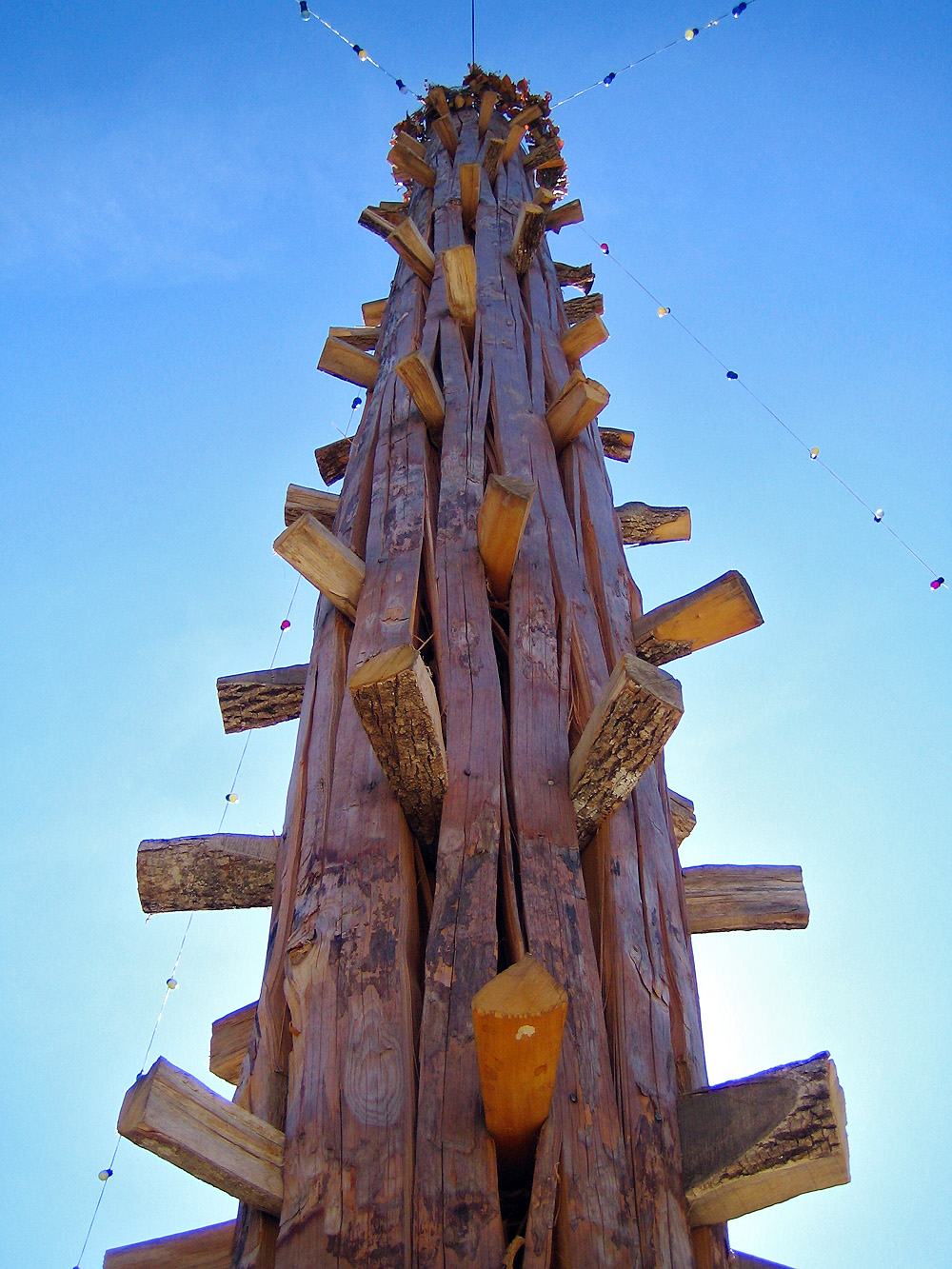
La crema d'objectes durant el solstici d'estiu és un ritual habitual des de temps prehistòrics al Pirineu català.

L'origen de la mitologia possiblement recull part de les creences preromanes integrades en el paganisme romà; és el cas de les faies. Els lars haurien derivat cap a les figures dels gnoms i follets; les nimfes derivarien a moltes figures lligades a l'aigua com ara les dones d'aigua, o bé les dríades derivarien a esperits del bosc com ara les fades.
La cristianització de l'Imperi Romà, i especialment l'edicte de Milà de 313, condemnarien pràcticament aquestes manifestacions a la clandestinitat cultural. No obstant això, la penetració fou més profunda a les zones rurals i no tan intensa a causa del bon arrelament que tingué l'arrianisme en el Regne visigot peninsular. L'aparició de l'islam i la conquesta de la península Ibèrica importà algunes creences i llegendes pròpies dels pobles semítics i en generaren de força lligades als fets de l'ocupació sarraïna i la contesta militar del Regne franc (p. ex. la Cançó de Rotllan). Tot i així, el paganisme persistí amb força a les àrees rurals. Els rituals màgics, les rondalles i llegendes foren una forma d'entendre i transmetre coneixements sobre les herbes remeieres, la història i la moral entre les classes sense instrucció.
L'Església catòlica generà la seva pròpia mitologia al voltant de les figures de determinats sants: sant Narcís i la llegenda de les mosques durant el setge de Girona de 1285, sant Jordi i el drac, el martiri de santa Eulàlia de Barcelona i fins i tot en vida com sant Vicent Ferrer. També fou l'època de les epidèmies de pesta negra i, com a conseqüència, es desenvoluparen les danses de la mort o danses macabres, que foren representades en diverses localitats catalanes durant segles.
A partir de la baixa edat mitjana, els éssers mitològics foren considerats dimonis o bé entitats relacionades amb la bruixeria i perseguits per l'Església catòlica. La inquisició practicà múltiples execucions públiques i crema d'objectes per tal d'erradicar la bruixeria. Molta de la casuística fou recollida per Sprenger i Kramer en el seu Malleus Maleficarum (Martell de les Bruixes) i, a nivell peninsular, autors com els religiosos Martín del Rio (Disquisiciones mágicas, 1599), Fuentelapeña (El ente dilucidado, 1676), Benito Jerónimo Feijoo (Teatro crítico universal, segle xviii). El racionalisme dels segles xvii i xviii relegà les creences sobre bruixeria i els éssers fantàstics als contes per fer por als nens i bandejà els costums i creences generals.
Ben entrat el segle xix, amb la Renaixença i el modernisme, se cercaren els referents mitològics catalans i molts autors s'interessaren a cercar i documentar aquests costums i rituals propis, i en destaca, d'entre tots, la figura de Joan Amades en la seva obra gairebé enciclopèdica; recolliren moltes de les llegendes, costums, cançons i rondalles. L'esplendor medieval esdevingué un referent històric i cultural i, per aquest motiu, s'inventariaren especialment els relats de l'època.

## Criatures mitològiques catalanes
El llegendari català és ple de referències a éssers mitològics i fantàstics. Recorrent tots els territoris, es poden trobar rondalles referides a terres i efemèrides concretes, des de la formació dels Pirineus per Heracles fins a la Cançó de Rotllà.

### Les aigües
L'aigua és ubiqua en les mitologies, especialment en la catalana, bé sigui per l'escassetat general o per l'abundància quan es troba en gorges i estanys. Ja siguin trobades segons la regió, en cursos d'aigua continental les aloges, païtodes, encantades, encantaries, dones d'aigua o goges; o el peix Nicolau, la maruga o el vell del mar (Barcelona) en relació al mar; guarden certa relació amb les ondines i les sirenes d'origen grecoromà.

### Fruit dels boscs

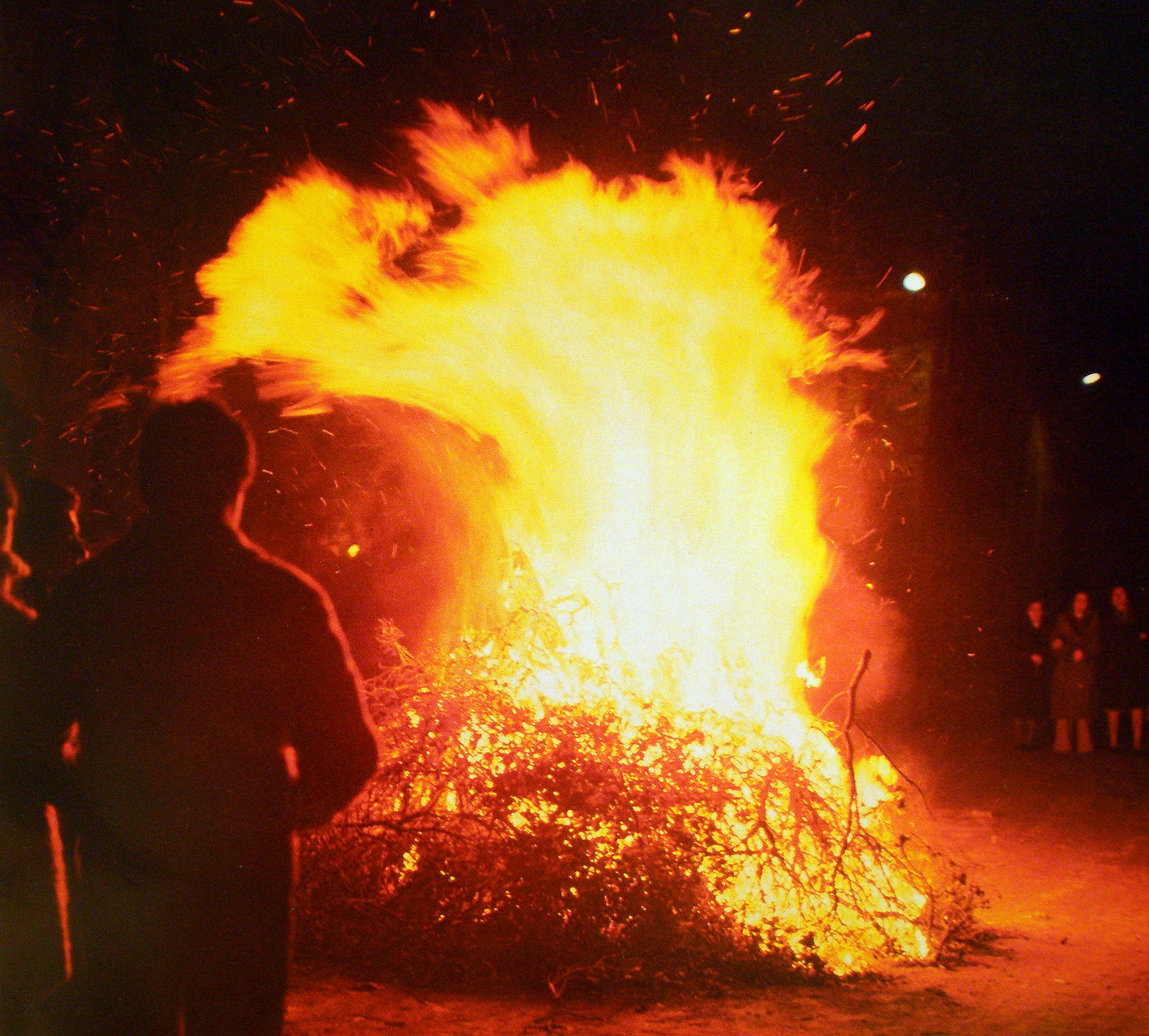
La crema de biomassa és habitual durant la nit del 23 de juny

Els boscs i els erms són refugis d'antigues ciutats i temples pagans abandonats al pas dels decennis, engolits per la natura. Conèixer l'efecte medicinal d'algunes espècies requeria llargues estades als boscs, on es podien trobar, si es tenia molta sort, gnoms, la mandràgora de poders màgics extraordinaris, i fades i bruixes cercant-hi algun bolet. El tió de Nadal té origen en l'animisme que arrelava en els arbres i en els pobles germànics. És cremat a l'altre solstici en moltes llars de foc. Els simiots també poblaven els boscs fent maleses.

### La gent menuda
Com a tot el folklore europeu, el folklore català també té éssers mítics de petita estatura. El gnom i el nan de jardí tenen un origen i desenvolupament llibresc i, per tant, poc arrelat en la cultura popular. En canvi, l'ésser menut per antonomàsia del folklore català és el follet.
El follet és una criatura curiosa de mida reduïda, dotat d'una gran intel·ligència, juganer i entremaliat, però en general sense mala fe. Es deia que sovintejava certes cases, mentre que d'altres no tant, i es dedicava a fer petites malifetes per fer parar bojos els humans. Hom considera que és una pervivència molt modificada del lar romà, un esperit que protegia la casa i la família romana. El follet és anàleg al goblin europeu, al duende castellà i al trasgu asturià. Pel que fa al seu aspecte, el barret punxegut, la barba blanca i la panxa alegra són trets moderns: la cultura popular assenyala que tenien formes d'animals, com ara de gallina o de ca, o que directament eren invisibles.
Per la seva banda, dins el mateix territori català hi ha gran variació, atès que el follet era viu sobretot a la Catalunya Vella, mentre que en altres territoris la seva funció l'ocupava un ésser anàleg amb històries semblants associades però nom diferent. Així, a Alacant l'anomenaven cerdet, barruguet a Eivissa, homenet de colzada a Mallorca i Menorca, el donyet i el perot a la zona de València o el minairó dels Pirineus catalans.
Tot i que hi ha gran variació en les històries que se'n recullen, n'hi ha de persistents. Així, es deia que eren treballadors compulsius, i que si tenien un propietari l'insisteixen constantment perquè els mani feines, que porten a terme amb gran diligència. Això es contava sobretot dels minairons, dels dimonis boiets de Mallorca i dels dimonis fameliars d'Eivissa. Aquests tres éssers també comparteixen la llegenda que naixien d'una planta la nit de Sant Joan, i que si hom aconseguia capturar-ne un, restaria al seu servei.

### Monstres errants
Els camins no són un lloc gaire segur si ens atenyem als usos que en feien el Marraco, les bubotes i l'home del sac, la vella Brígia, el Nonell, el Dip, al qual Perucho li atribueix implícitament una certa relació amb el lobishome gallec i fins i tot amb la ràbia, l'ànima de Cantiret, el pare llop, l'home de neu, l'home dels nassos, la Clemència, l'home del paraigües, el papu, el comte Arnau (esdevingut comte Mal a Mallorca)... Tots són presentats com a personatges descarrilats, que apareixen de tant en tant i que rarament encaixen en la vida en societat, ja que, quan apareixen, són motiu de desgràcies o mals averanys.

### Éssers tel·lúrics
L'arribada del cristianisme «coronà» molts dels cims amb creus per tal d'apoderar-se de l'espiritualitat d'aquelles muntanyes especialment venerades. És el cas de Montserrat, el Canigó i el Montseny a la Catalunya Vella, però també se'n troben a les illes, com el Toro (Menorca) i la Cuca de la Mola, a Sóller. Aquestes apropiacions foren completades en alguns casos amb les troballes miraculoses de talles de fusta del que s'anomena marededeus trobades, com la de Montserrat, o la marededeu del mont Llum.
El Pirineu té el seu origen en el mateix Heracles, que volgué salvar la princesa Pirene del foc provocat per Gerió. La terra i tot allò que n'aflora té un fort component sobrenatural. Nogensmenys, era habitual que els ferrers abans de treballar els metalls piquessin l'enclusa tres cops per impedir que en sortís el Pericó. El sòl ha generat múltiples rondalles i llegendes, moltes sobre gegants: el Trucafort, amb els seus rocs enormes; els gegants Tombatossals, Arrancapins, Bufanúvols, Cagueme, Tragapinyols, Milhòmens i el Rei Barbut (Castelló de la Plana), el pare Esmè (Montseny) i altres gegants vivien en indrets amagats. Molts gegants eren tinguts per «moros», un terme que, més que designar els invasors àrabs del segle viii, en molts casos sembla remetre a un passat llunyà i als habitants precristians del territori.

### Fantasmes i esperits
Moltes són les representacions d'allò que resta invisible. Ànimes en pena, la santa companya, els incubii i els sucubii, assaltants nocturns, i diversos dimonis menors, i fins i tot el mateix Satanàs prenen formes per temptar l'ésser humà i aprofitar-se de les seves febleses. Hi té el seu origen mític el pont del Diable (Pineda de Mar) i el de Martorell. També és famosa la llegenda de la reina mora, a Siurana, esperit en pena de la reina sarraïna del castell de Siurana, la qual es va suïcidar pel salt de la reina mora a la presa del castell per les tropes de Ramon Berenguer IV. Els laments de la reina encara es poden sentir cada nit a les runes del castell.

### Bestiari

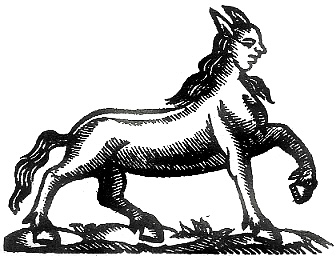
Muladona en un text setcentista

Aquesta llista és una representació del bestiari dels Països Catalans no exhaustiva, que pot donar una visió general d'algunes de les tradicions i llegendes més comunes: 
| - Aloja - Ànima de Cantiret - Bruixa - Butoni - Carmençó - Cocollona - Comte Arnau - Comte Estruc - Comte Mal |  | - Dip - Drac - Encantaria - Espantamainades - Fada - Gambutzí - Ginebreda - Goja - Home de neu |  | - Home del sac - Home dels nassos - Marraco - Martinet - Maruga - Muladona - Nonell - Paitida - Papu |  | - Pare Esmè - Pare de la neu - Pare llop - Patge Fumera - Patge Gregori - Patge Xiu-Xiu - Peix Nicolau - Pericó - Pesanta |  | - Rotllà - Serpent de Manlleu - Simiot - Tombatossals - Tamarro - Trucafort - Vella Quaresma - Vella Brígia - Vell del mar - Víbria |